# Hoplodrina suffusa
Hoplodrina suffusa är en fjärilsart som beskrevs av Tutt 1891. Hoplodrina suffusa ingår i släktet Hoplodrina och familjen nattflyn. Inga underarter finns listade i Catalogue of Life.